# 贵州粒突蛛
贵州粒突蛛（学名：Macrothele guizhouensis），又名貴州大疣蛛，为大疣蛛科粒突蛛属的动物。在中国大陆，分布于贵州等地，常栖息于土坝或坡坝挖洞筑穴。该物种的模式产地在贵州湄潭。